# 吴宝康
吴宝康（1917年—2008年5月2日），中国档案学者，中国人民大学教授，他在创立共和国档案高等教育事业上有着重要的作用。

## 生平
吴宝康生于浙江省湖州市南浔镇，在上海长大，曾就读南洋中学。1939年成为中国共产党地下党员。1946年进入华东局所属大众日报报社。1948年7月成为华东局秘书处资料处主任，掌管档案。1951年成为秘书处副处长。1952年调北京任中共中央办公厅秘书处副处长、中国人民大学档案专修班主任。在他的建议下，专修班引入了苏联专家作教师，他还领导了共和国首批档案学教材的编写。

## 著作
吴宝康编辑或编写的著作有《档案学理论与历史初探》《档案学概论》《档案学专题讲授大纲》《论档案学与档案事业》《当代中国档案学论》《档案学简明教程》《论新时期档案学与档案事业》等。

## 学术贡献
他认为档案学不能与图书馆学、博物馆学混淆，应建成独立学科，在中国建立这门学科的思想1920年代才起步。他还研究了中国文书制度的发展史。他在对新中国档案事业做总结时，认为中国的档案学还是以机关档案为主，发展不全面。他还探讨了中国档案学的未来发展问题，认为档案、图书、情报的一体化将促进档案学的发展，并提倡建设国际档案学。